# Кастелмонардо (Вибо Валенција)
Кастелмонардо је насеље у Италији у округу Вибо Валенција, региону Калабрија.
Према процени из 2011. у насељу је живело 167 становника. Насеље се налази на надморској висини од 354 м.